# Sean Ali Stone
Sean Christopher Ali Stone (New York, 29 dicembre 1984) è un regista, attore e produttore cinematografico statunitense.

## Biografia
Sean Stone è figlio del regista Oliver Stone e Elizabeth Burkit Cox; i suoi genitori divorziarono quando aveva 8 anni. Compare nel cinema già da piccolissimo, nel ruolo del figlio di Richard Boyle (interpretato da James Woods) nel film Salvador diretto da suo padre.
Nel 2012, durante un viaggio a Isfahan, in Iran, Sean Stone si converte all'islamismo sciita, acquisendo il nome Ali. In seguito a questa decisione, Stone ha dichiarato: «Non parlerei di conversione, quanto piuttosto di un'accettazione del messaggio, dell'insegnamento e della saggezza del Profeta Mohammad».

## Filmografia parziale

### Attore

#### Cinema
- Salvador, regia di Oliver Stone (1986)
- Wall Street, regia di Oliver Stone (1987)
- Nato il quattro luglio (Born on the Fourth of July), regia di Oliver Stone (1989)
- JFK - Un caso ancora aperto (JFK), regia di Oliver Stone (1991)
- The Doors, regia di Oliver Stone (1991)
- Tra cielo e terra (Heaven & Earth), regia di Oliver Stone (1993)
- Assassini nati - Natural Born Killers (Natural Born Killers), regia di Oliver Stone (1994)
- Gli intrighi del potere - Nixon (Nixon), regia di Oliver Stone (1995)
- U Turn - Inversione di marcia (U Turn), regia di Oliver Stone (1995)
- Ogni maledetta domenica - Any Given Sunday (Any Given Sunday), regia di Oliver Stone (1999)
- W., regia di Oliver Stone (2008)
- Wall Street - Il denaro non dorme mai (Wall Street: Money Never Sleeps), regia di Oliver Stone (2010)